# Oïdium du fraisier

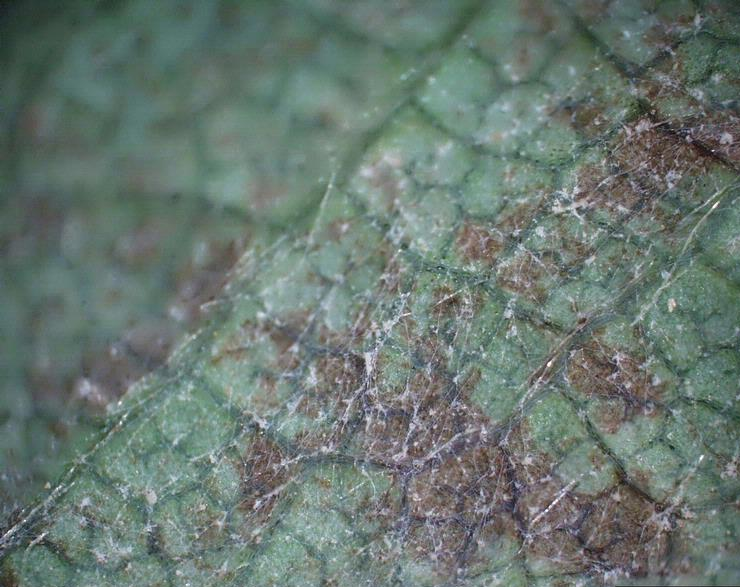
Symptômes sur feuille de fraisier.

L'oïdium du fraisier est une maladie fongique du fraisier provoqué par Podosphaera aphanis, un champignon de la famille des Erysiphaceae. Ce cryptogame entraîne une baisse de vigueur de la plante ainsi qu'une dépréciation des fruits due au développement du mycélium et des conidiophores (feutrage blanc).
L'oïdium demeure la maladie principale du fraisier. Elle reste difficile à maîtriser du fait de l'absence de variétés résistantes, du retrait des substances actives destinées à cet usage, mais également par l'amplification d'un système de culture.